# 후시하라촌
후시하라촌(節原村)은 일본 후쿠오카현 미이군에 설치되었던 촌이다. 현재의 구루메시의 일부에 해당한다.

## 역사
- 1889년 4월 1일 - 정촌제 시행에 의해 미이군(御井郡) 후시하라촌이 성립하였다.
- 1896년 4월 1일 - 미이군(三井郡)에 소속되었다.
- 1923년 8월 1일 - 구루메시에 편입해 소멸하였다.

## 참고문헌
- 角川日本地名大辞典 40 福岡県
- 『市町村名変遷辞典』東京堂出版、1990年。